# Région de l'Est (Cameroun)
Pour les articles homonymes, voir Région de l'Est.
La région de l'Est est l'une des dix régions du Cameroun, située dans le Sud-Est du pays. Son chef-lieu est Bertoua. La majorité de son territoire est couvert de forêt de type équatoriale. Elle est bordée par les régions du Sud, de l'Adamaoua et du Centre.

## Situation
La région est située au sud-est du pays, elle est limitrophe de trois préfectures de la République centrafricaine et d'un département de la République du Congo.
|        | Adamaoua | Nana-Mambéré  |
| Centre | Est      | Mambéré-Kadéï |
| Sud    | Sangha   | Sangha-Mbaéré |

## Subdivisions

### Départements

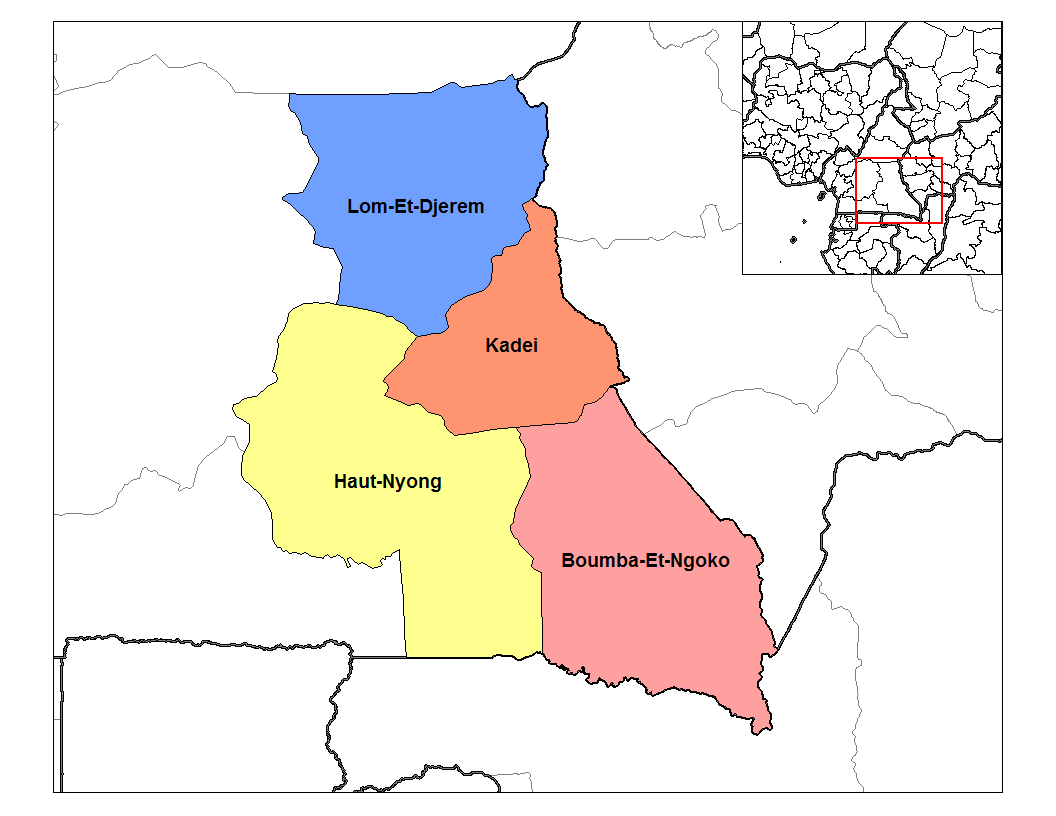
Les départements de la région de l’Est.

La région est divisée en quatre départements sur un territoire qui couvre une superficie de 109 000 km2 et abrite plus de 755 100 habitants.
| Département     |  | Chef-lieu   | Superficie | Population (2001) |
| --------------- |  | ----------- | ---------- | ----------------- |
| Boumba-et-Ngoko |  | Yokadouma   | 30 389     | 116 702           |
| Haut-Nyong      |  | Abong-Mbang | 36 384     | 216 768           |
| Kadey           |  | Batouri     | 15 884     | 192 927           |
| Lom-et-Djérem   |  | Bertoua     | 26 345     | 228 691           |

### Arrondissements
La région compte 33 arrondissements.

### Communes
La région comprend 1 communauté urbaine, 2 communes d'arrondissement et 31 communes.

### Chefferies traditionnelles
La région de l'Est compte huit chefferies traditionnelles de 1er degré, 59 chefferies de 2e degré et 1 064 chefferies de 3e degré.

## Population

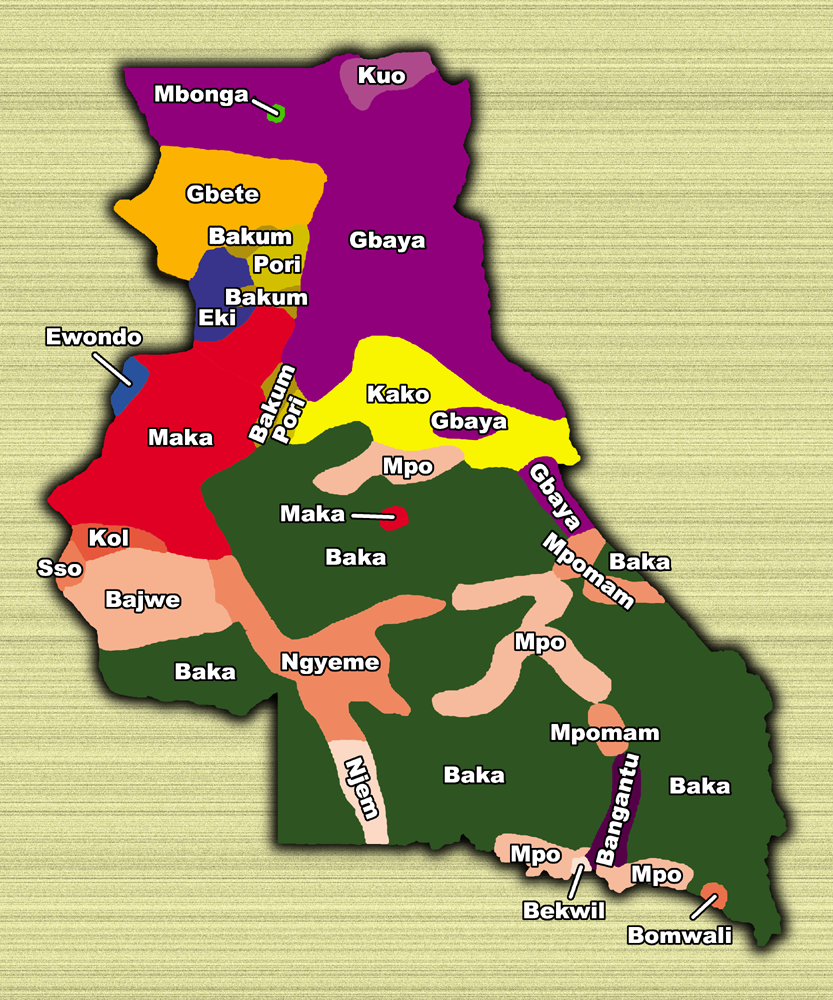
Populations de la région de l'Est.

La population de la région, bien qu'ayant pratiquement doublé entre les recensements de 1976 et 2005, présente, avec 777 755 habitants, 4,4 % de la population totale du Cameroun. C'est la région la moins densément peuplée avec 7,1 habitants au km2.

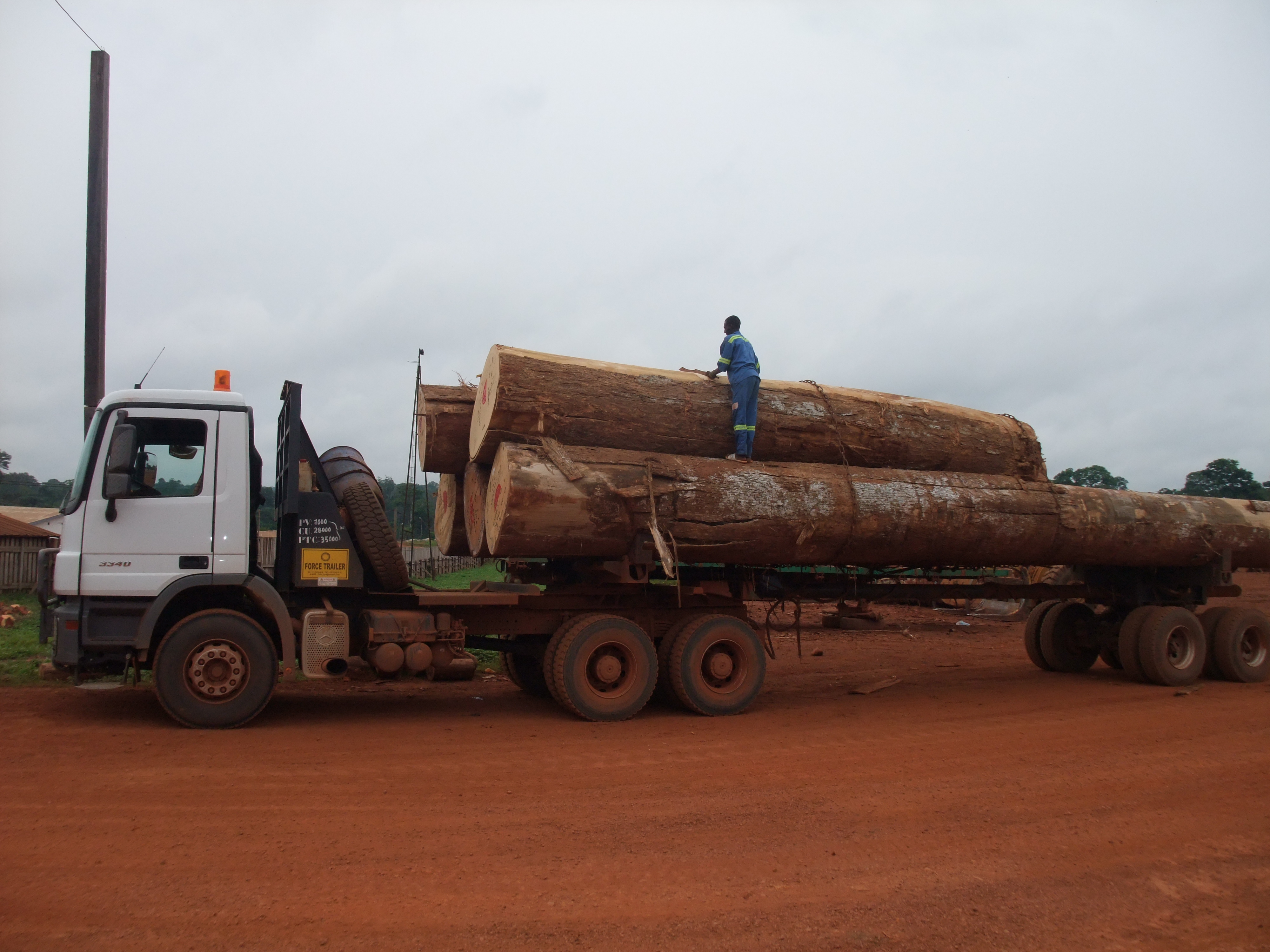
Grumier Cameroun.

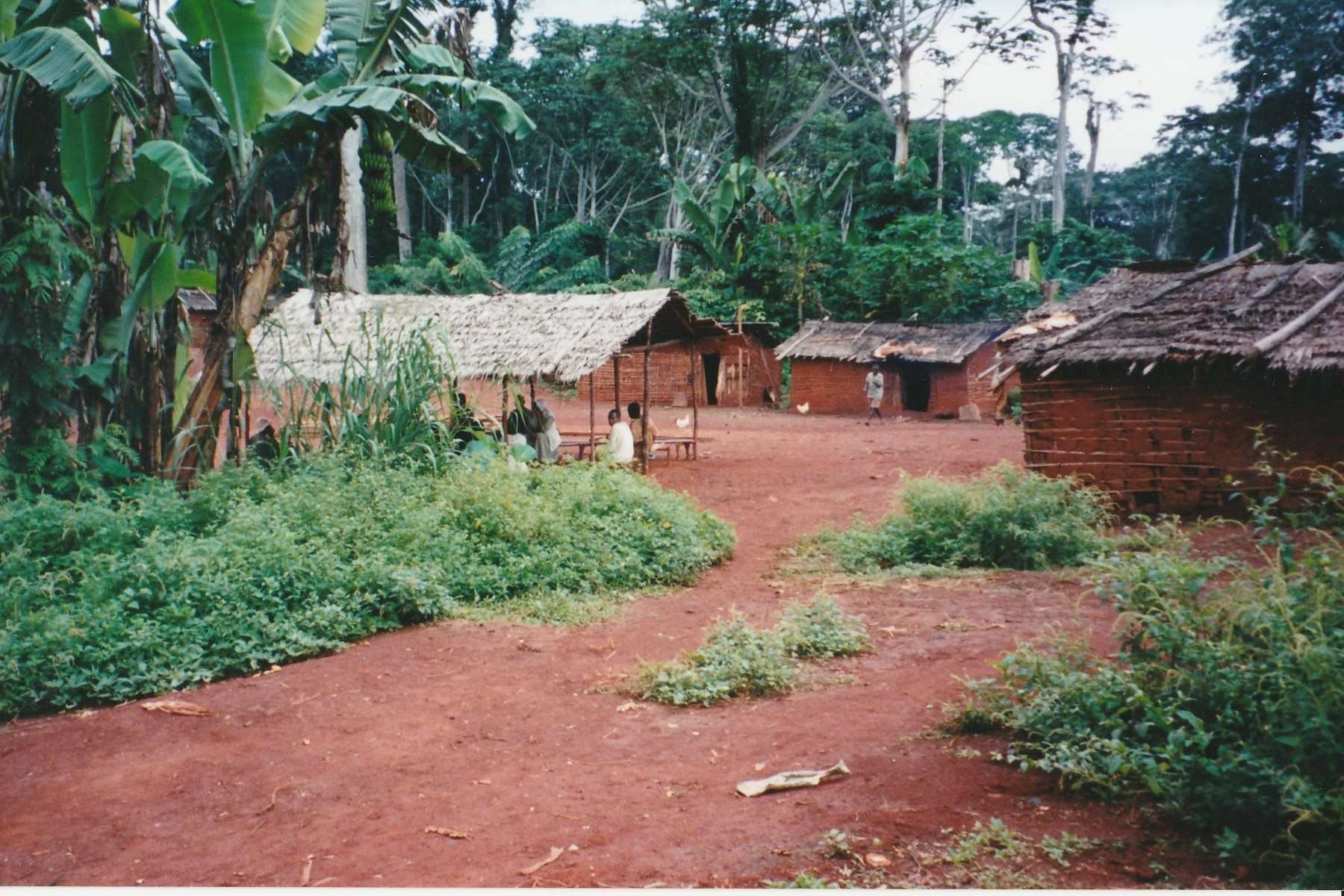
Village anonyme, Est, Cameroun.

### Accessoires de danses traditionnelles

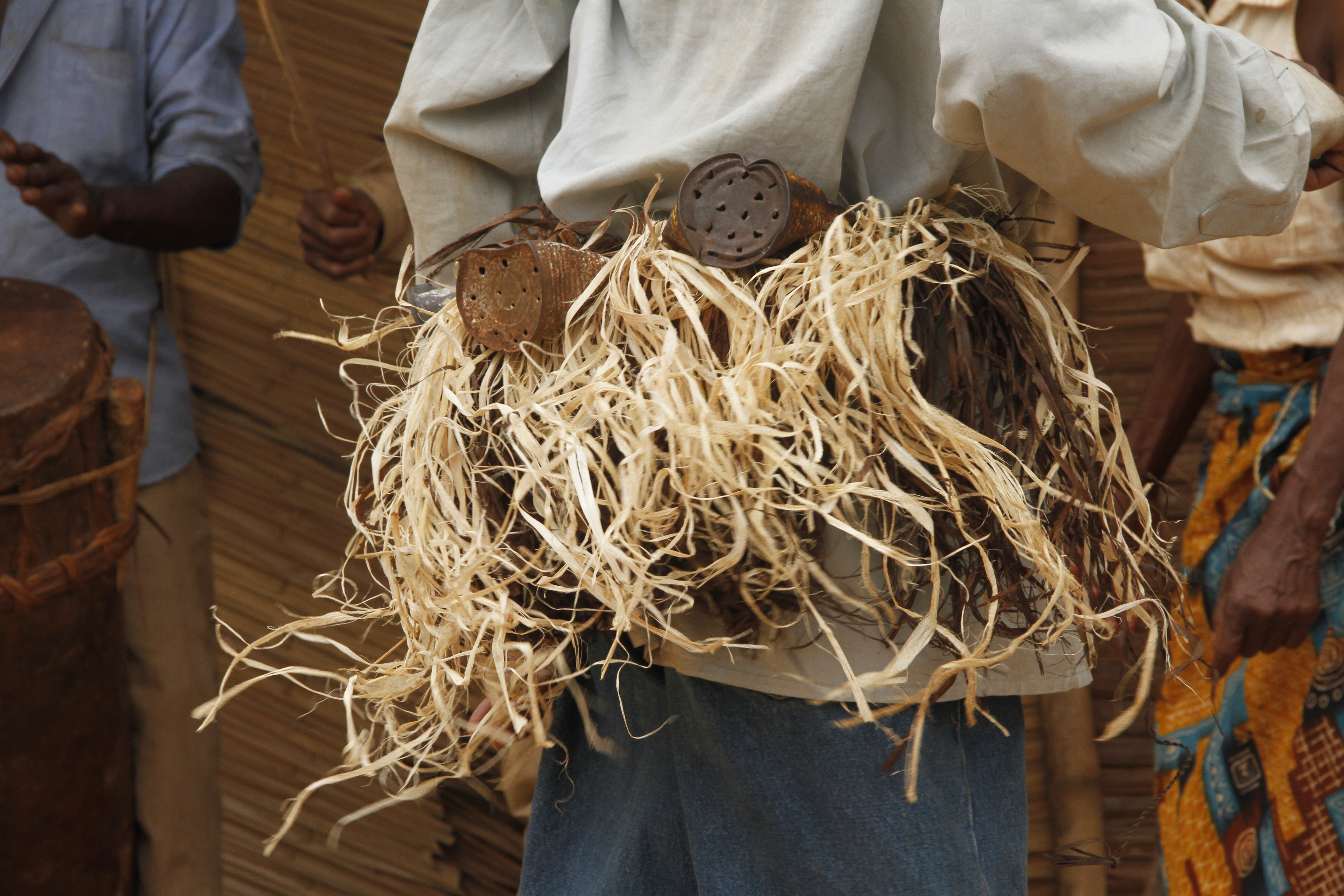
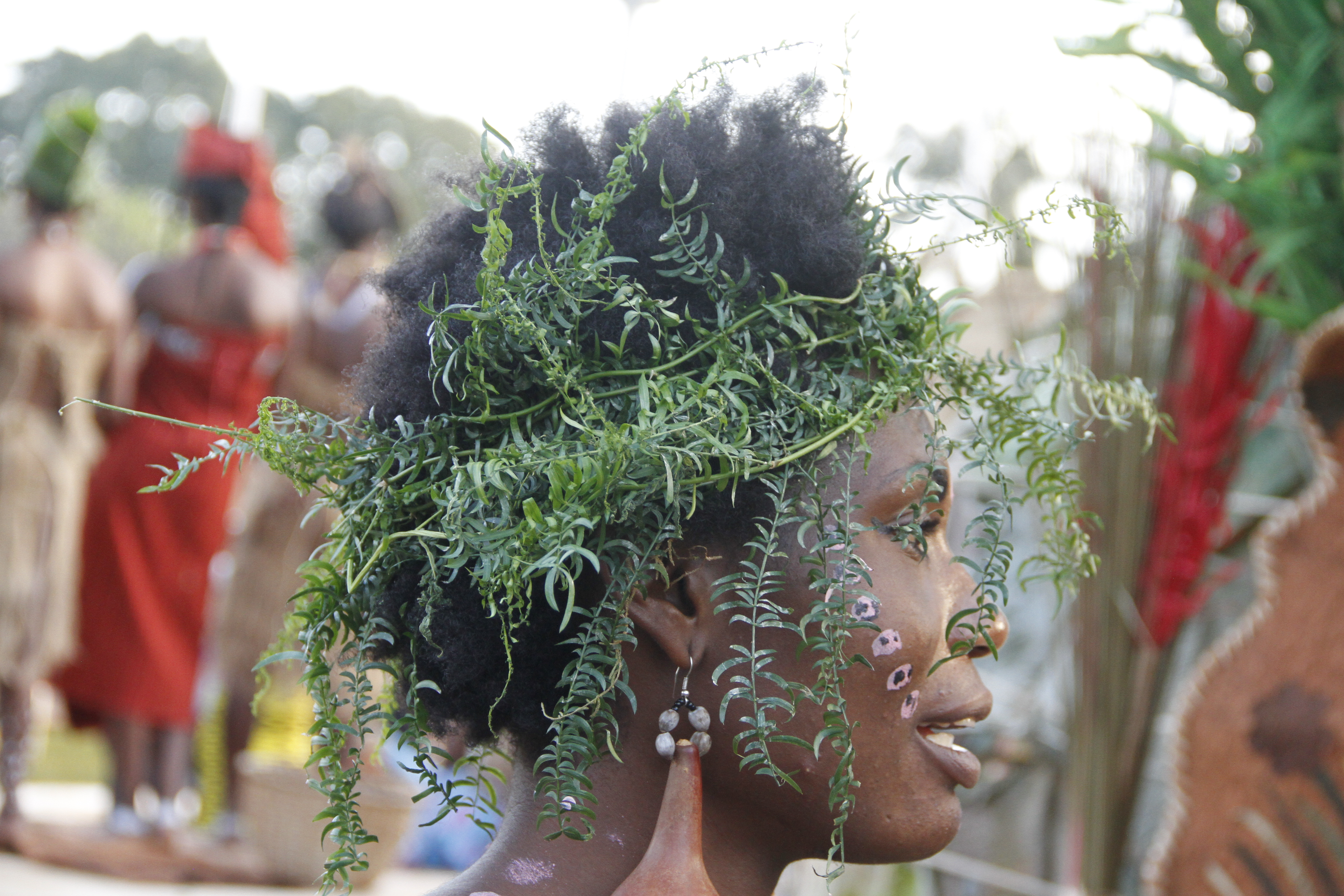
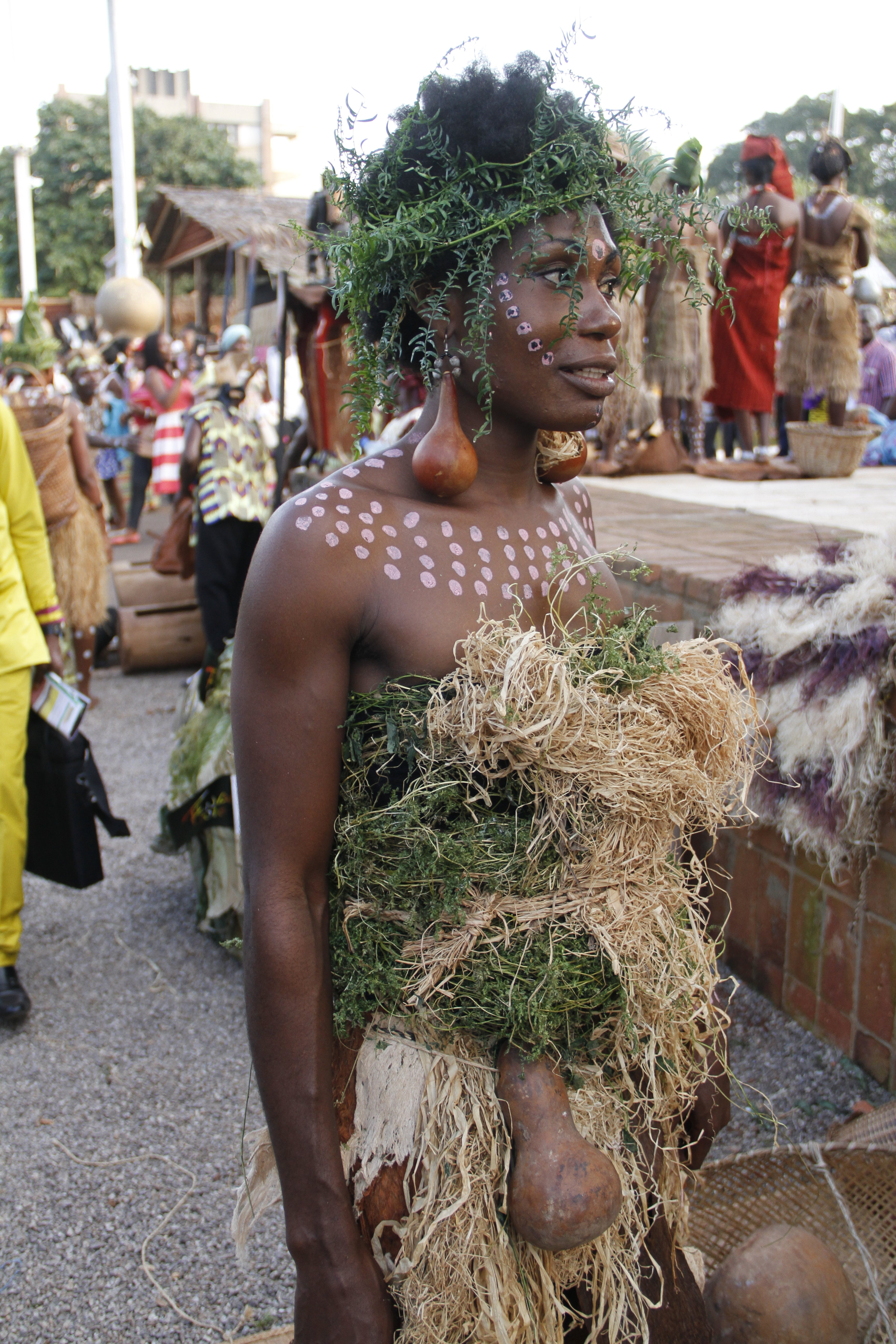

### Instruments de musique Traditionnels

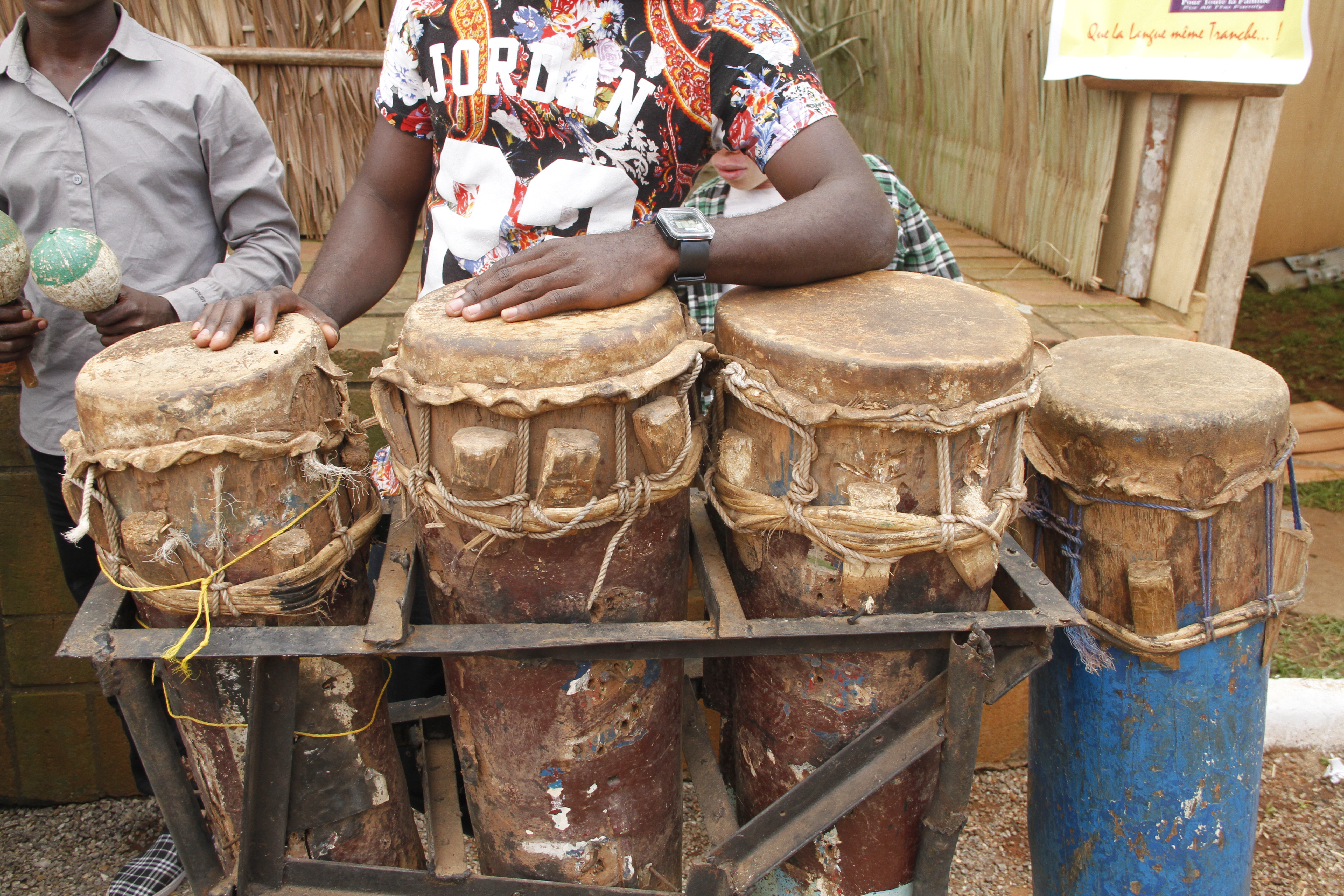
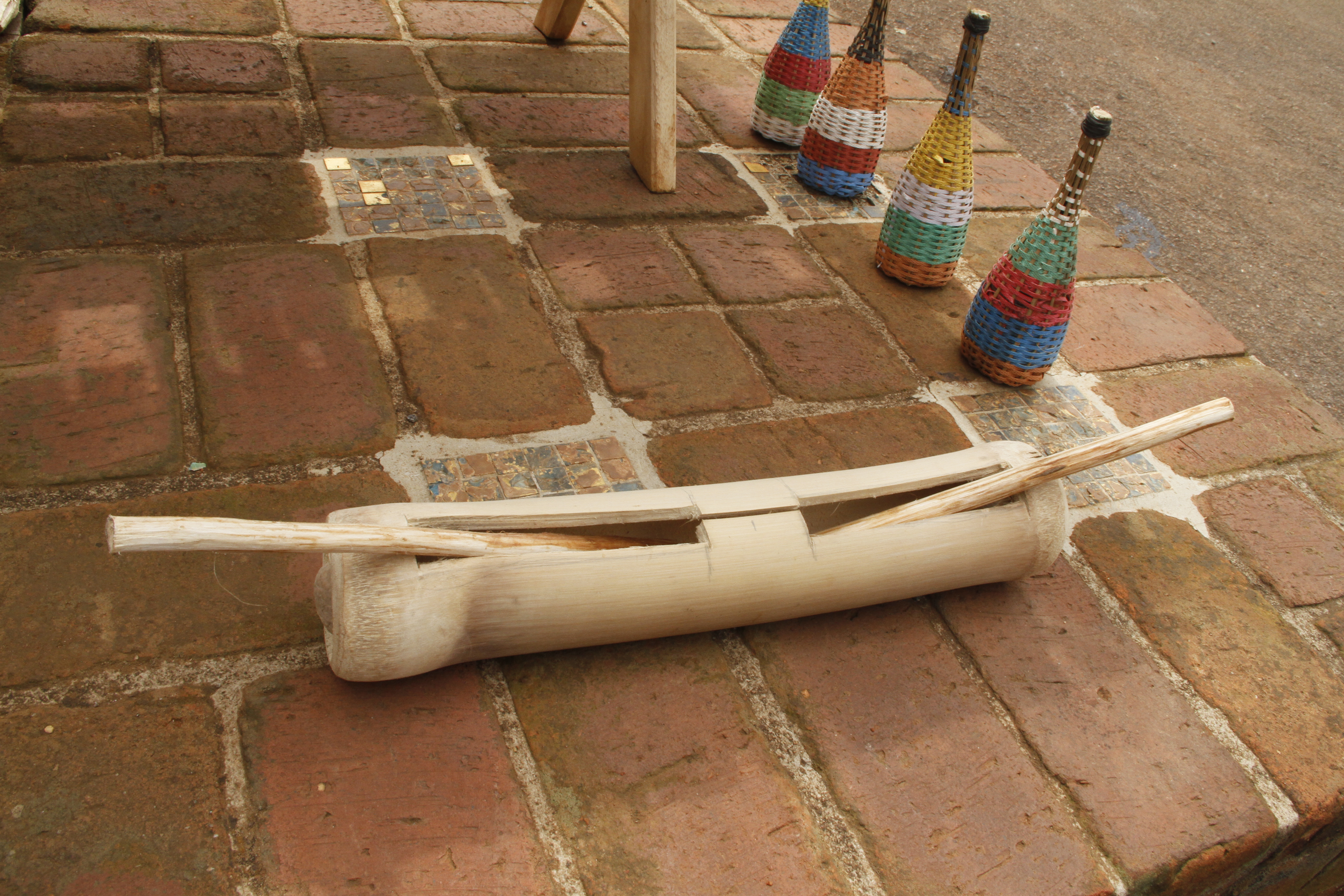

## Culture

### Danses Traditionnelles

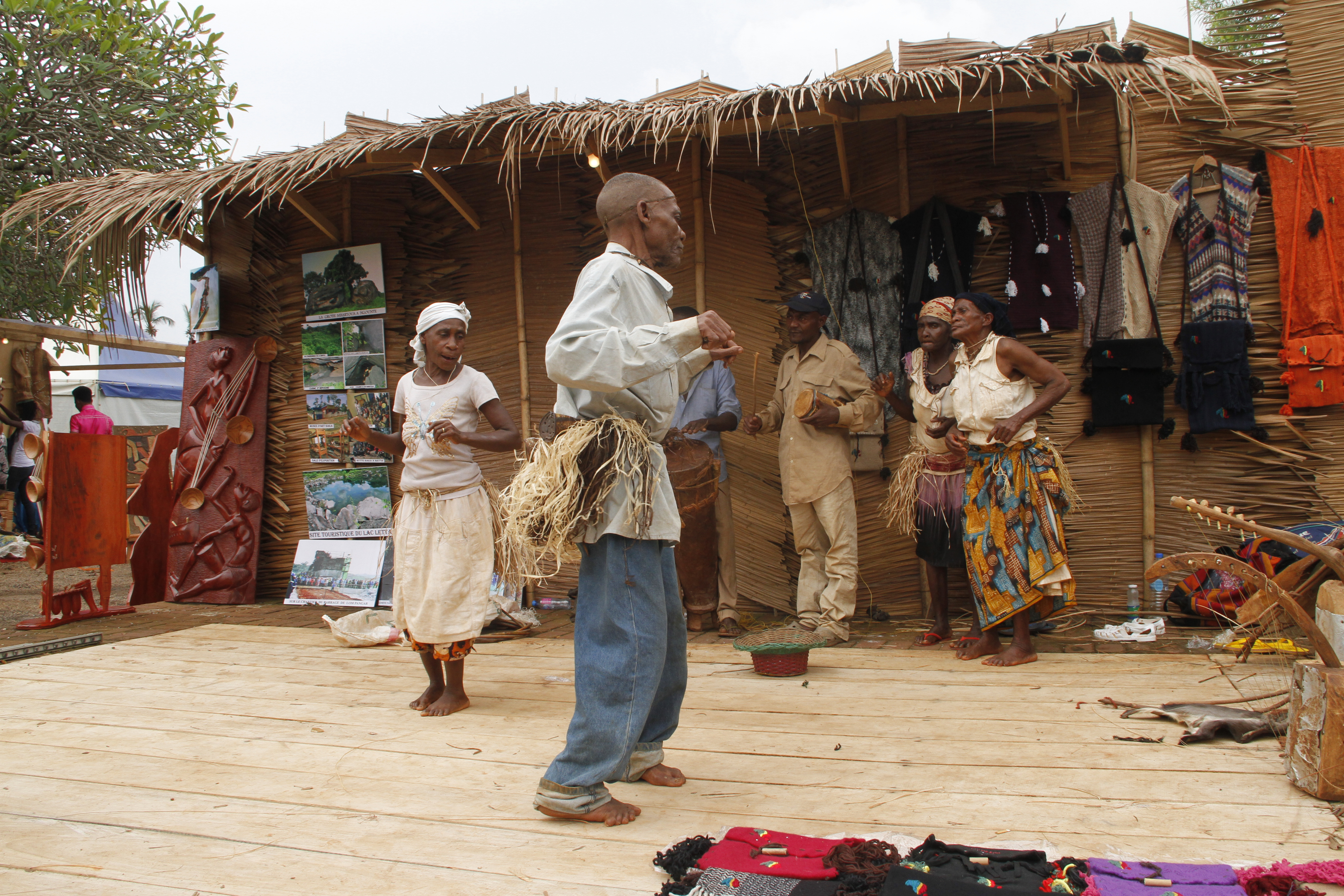
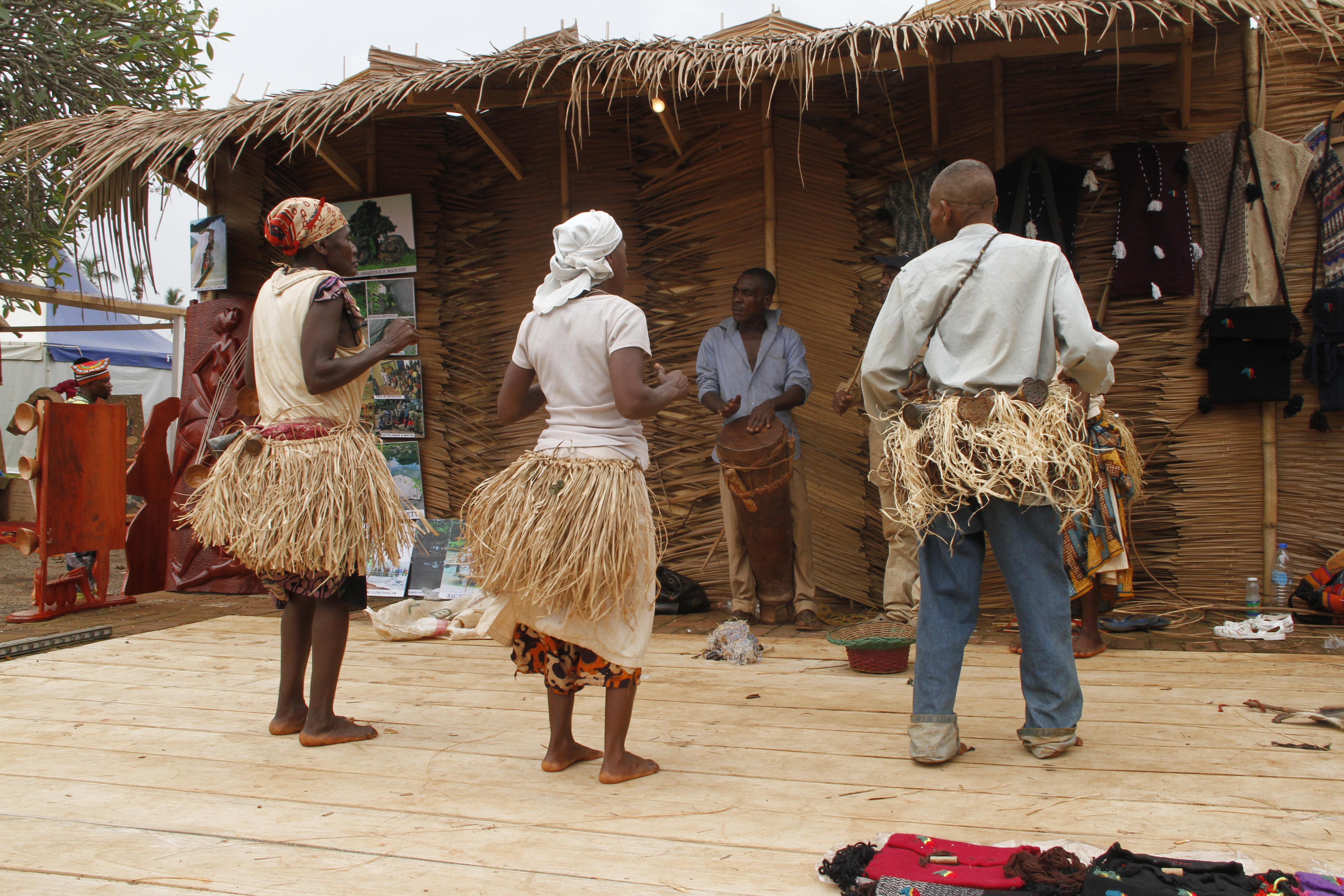
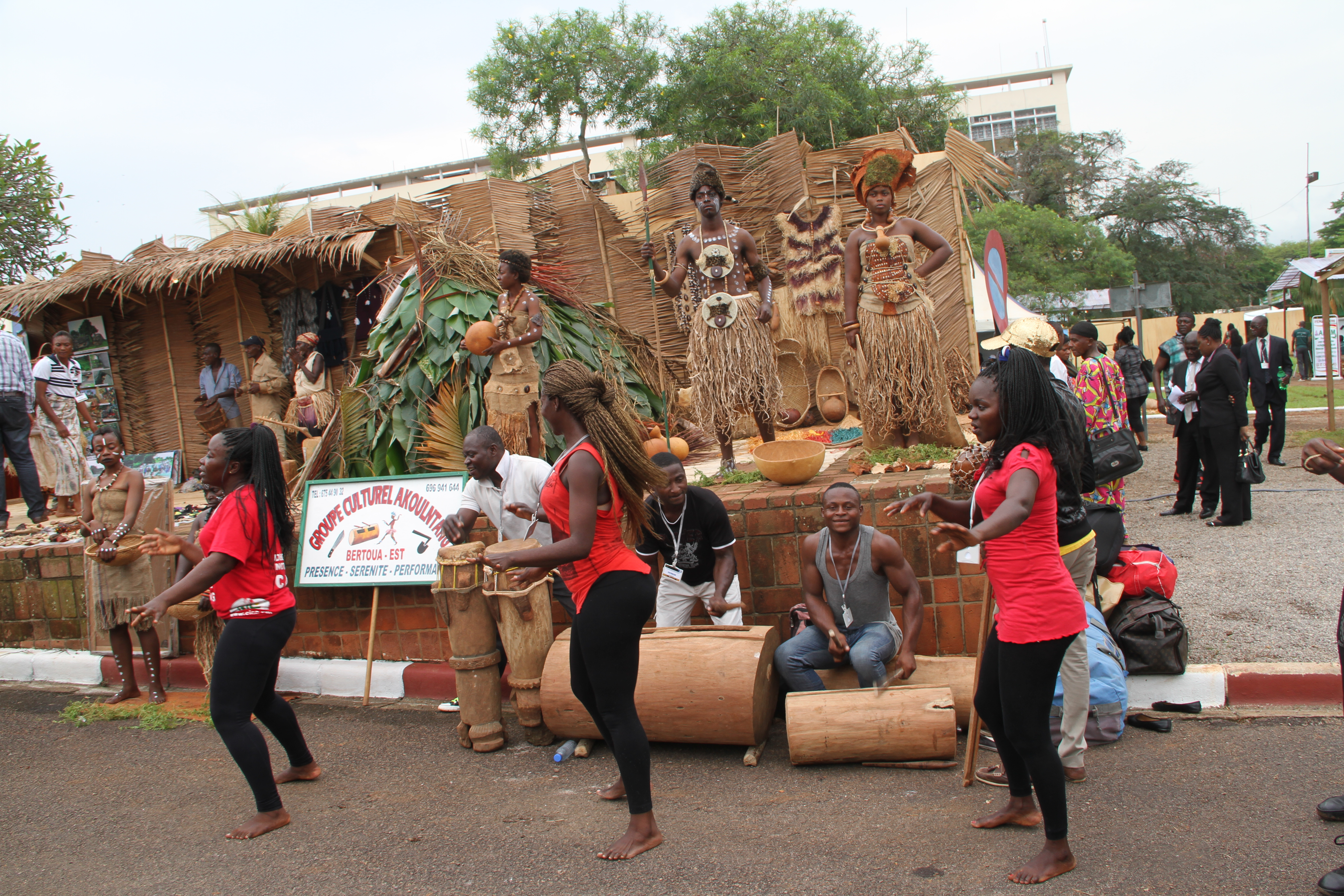
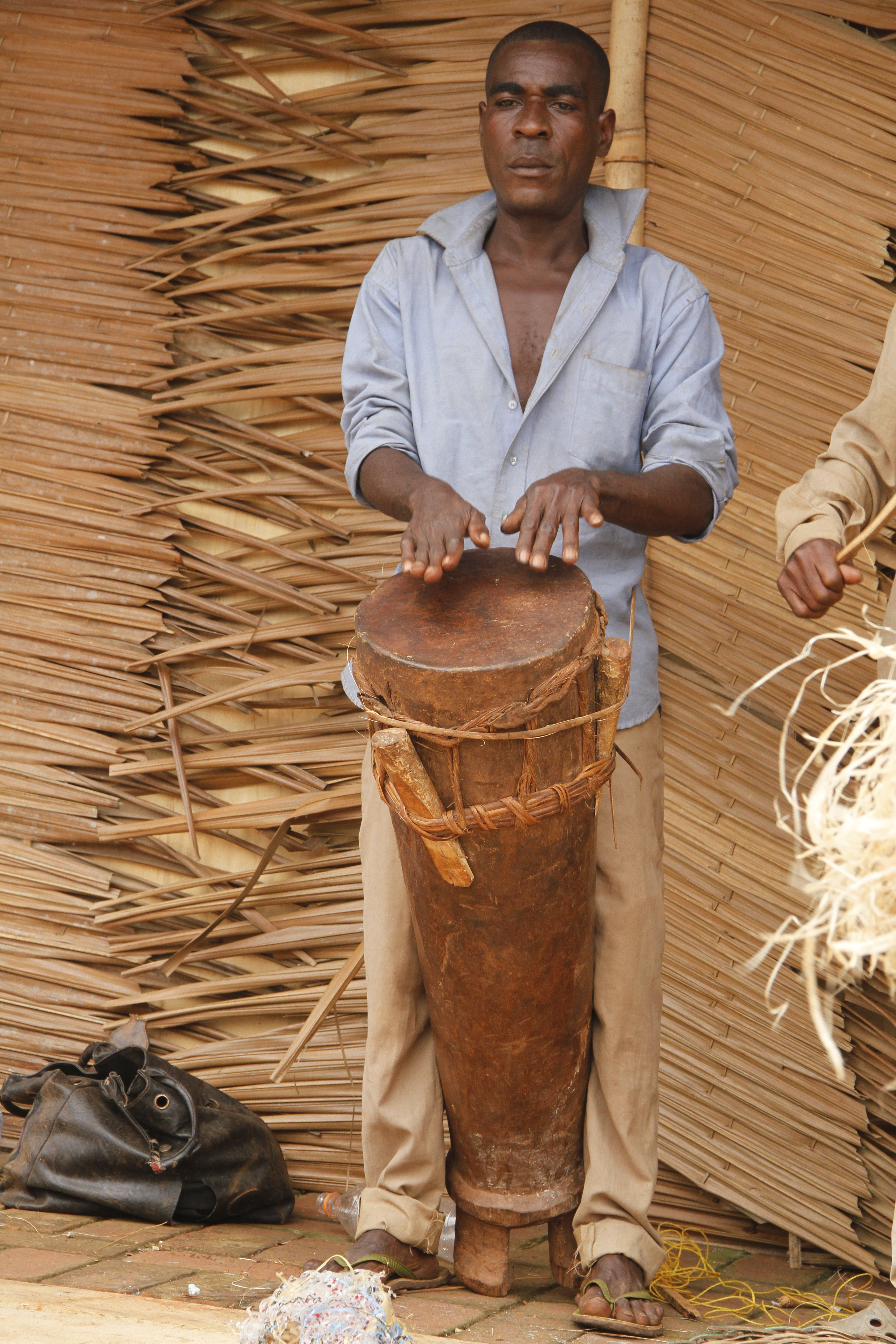
Joueur de tam-tam.